# 加朗斯·马里利埃
加朗斯·马里利埃（英語：Garance Marillier），出生于1998年2月11日，是一名法国女演员，曾是一名音乐家。因于2016年主演电影《生吃》而成名。
在成为女演员之前，她曾经在巴黎十一区的一所音乐学院学习长号和打击交响乐。2009年，她加入第尤尼斯公司并开始了剧场演出，并于2010年考入了法国佛罗朗戏剧电影学院，而后又在2012年考入了表演学院。
马里利埃于2011年正式开始了她的演艺生涯，在一部由朱利亚·迪库诺拍摄的短片《朱妮亚（Junior）》中扮演贾斯汀一角。该片被选送到戛纳电影节的影评人周环节。次年，马里利埃出现在2012年的短片《并非一部牛仔电影（It’s Not a Cowboy Film）》中，该片再次被选送到戛纳电影节放映。而后每年她都会参演短片，直到2016年，她与艾拉·朗夫合作出演了电影《生吃》，在其中扮演女主角贾斯汀， 这也是她与导演朱利亚·迪库诺的第三次合作。

## 电影作品
| 年份 | 标题                                           | 角色   | 导演                         | 备注                              |
| ---- | ---------------------------------------------- | ------ | ---------------------------- | --------------------------------- |
| 2011 | 《朱妮亚（Junior）》                           | 贾斯汀 | 朱利亚·迪库诺                | 短片                              |
| 2011 | 《并非一部牛仔电影（It’s Not a Cowboy Film）》 | 娜迪亚 | 本杰明·帕朗特                | 短片                              |
| 2012 | 《芒热（Mange）》                              | 安娜   | 朱利亚·迪库诺、维吉尔·布朗利 | 电视电影                          |
| 2013 | 《什么都可以（Tout est permis）》              | 梅丽莎 | 埃米莉·德勒兹                | 电视电影                          |
| 2014 | 《独行雷克斯（Solo Rex）》                     | 杰西卡 | 弗朗西斯·别希                | 短片                              |
| 2014 | 《15.3公里（Quinze kilomètres trois）》        | 同伴   | 斯蒂芬妮·墨丘里奥            | 短片                              |
| 2015 | 《第一夜（Première nuit）》                    | 玛侬   | 西尔万·赛尔汀                | 短片                              |
| 2016 | 《萤（Hotaru）》                               | 苏菲   | 威廉·劳布里                  | 短片                              |
| 2016 | 《生吃（Raw）》                                | 贾斯汀 | 朱利亚·迪库诺                | 提名 - 凯撒电影奖最有前途女演员奖 |
| 2021 | 《克勞蒂夫人（Madame Claude）》                | 西多妮 | 希樂薇·維爾海蒂              |                                   |
| 2021 | 《钛》（Titane）》                             | 贾斯婷 | 朱利亚·迪库诺                |                                   |